# Джон Фаулз
Джон Робърт Фаулз (на английски: John Robert Fowles) е английски писател и поет.

## Биография
Роден е на 31 март 1926 г. в Лий он Сий, Англия, в семейство на преуспяващ търговец на пури и учителка. Завършва престижно училище в Бедфорд, след което се записва в Единбургския университет. Напуска през 1945 г., малко преди края на Втората световна война, постъпвайки в армията. След прекарани две години в армията, Фаулз се уволнява и четири години следва в Оксфордския университет, специализирайки немски и френски език.
В Оксфорд той открива за себе си текстовете на френските екзистенциалисти. По-специално се възхищава на Албер Камю и Жан-Пол Сартър, чиито трудове съответстват на собствените му разбирания за автентичносктта и свободата, конформизма и свободната воля. През 1950 г. получава диплома по френска филология и започва да обмисля кариера на писател.
В периода 1950 – 1963 г. преподава в университета на град Поатие, Франция, след което заминава за Гърция, където преподава в малка гимназия на остров Спецес. След като превежда стихотворение от Пиер дьо Ронсар, Фаулз успява да преодолее страха си от себеизразяване, за който е предполагал, че е общ за всички англичани. Първите му сериозни опити да създава литература са именно на Спецес, сред естествения блясък на гръцкия пейзаж. Използва острова за първообраз на романа „Магът“. В Гърция среща и първата си съпруга – Елизабет Уитън.
През 1963 г. излиза първият му роман – „Колекционерът“, превърнал се в бестселър, особено в САЩ. Романът разказва за обсебен от страстта си самотен колекционер на пеперуди, който прибавя към красивата си сбирка млада жена, за да ѝ се наслаждава в мазето на къщата си. Книгата е включена в списъка с бестселърите в САЩ. През 1965 г. романът е екранизиран от режисьора Уилям Уайлър. Успехът на книгата позволява на Фаулз да изостави преподаването и да се отдаде изцяло на творчество.
В началото на 1968 г. Фаулз се премества в малкия град Лайм Реджис в южна Англия. През 1969 г. написва „Жената на френския лейтенат“ и довършва „Магът“, за който дори адаптира сценарий за филм, в който играят Майкъл Кейн и Антъни Куин. Но филмът е пълен провал.
„Жената на френския лейтенант“ (на английски: „The French Lieutenant’s Woman“, 1969) е най-известният роман на Фаулз (за популярността му изиграва важна роля и филмът по книгата с адаптиран сценарий от Харолд Пинтър, режисьор Каръл Рейс и актьорите Мерил Стрийп и Джеръми Айрънс в главните роли). „Жената на френския лейтенант“ съчетава в себе си исторически и любовен роман.
Следващият роман на Фаулз, „Даниъл Мартин“, излиза през 1977 г. и е своеобразна автобиография, в която се проследяват 40 години от живота на автора.
През 1979 г. Фаулз става директор на местния музей. На следващата година излиза романът му „Ларва“. Въпреки че като цяло се смята и го смятат за отшелник, на няколко пъти Фаулз се изявява като общественик с позиция по политиката в своя град. Позицията му е на застъпник на съхраняването на природата.
През 70-те години Фаулз работи по различни литературни проекти – включително поредица от есета, а през 1973 г. публикува и стихосбирка – „Стихотворения“. Работил е и по преводи от френски език, включително адаптации на „Пепеляшка“ на Шарл Перо и на романа „Урика“ (1823) на Клер де Дюра (преводът вижда бял свят през 1977 г. като самоиздание). Неговият превод на наративната поема на Мари дьо Франс от 12. век „Елидюк“ му служи като вдъхновение за „Абаносовата кула“. Превежда и пиесата на Пиер дьо Мариво „Игра на любовта и случая“. Фаулз е автор и на различни нефикционални произведения, включително много есета, рецензии, предисловия и послеслови към романите на други писатели. Има текстове и към няколко фотографски албума.
През 1998 г. в „Ню Йорк Таймс Бук Ревю“ цитират изказването му: „Да бъдеш атеист е въпрос не на морален избор, а на човешки дълг“.
Джон Фаулз умира на 5 ноември 2005 г. в Дорчестър, Англия.

### Романи
- The Collector (1963)
Колекционерът, изд.: ИК „Рата“ София (2006), прев. Владимир Германов
- The Magus (1965)
- The French Lieutenant's Woman (1969)
Грешницата от Лайм Риджис или Прелъстената от френския лейтенант, изд.: „Сампо“, София (1999), прев. Мариана Екимова-Мелнишка
Момичето на френския лейтенант, изд.: „Ciela“ София (2012), прев. Мариана Екимова-Мелнишка
- Cinderella (1974)
- Daniel Martin (1977)
Даниъл Мартин, изд.: „Хр. Г. Данов“ Пловдив (1982), прев. Юлия Тошева, Красимира Абаджиева
- The Magus Revised (1979)
- Mantissa (1982)
Мантиса, изд.: ИК „Рата“ София (1999, 2005), прев. Весела Еленкова
- A Maggot (1985)
Ларва, изд.:„Парадокс“, София (1993), прев. Лада Бръчкова-Кръстева

### Сборници
- The Aristos (1964)
Аристос, изд.: ИК „Рата“ София (2009), прев. Невяна Попова
- Poems (1973) – поезия
- The Ebony Tower (1974)
Абаносовата кула, изд.: П. К. Яворов, София (1995), прев. Юлия Бучкова
Абаносовата кула, изд.: „Ciela“ София (2013), прев. Юлия Бучкова
- Selected Poems (2012) – поезия

### Документалистика
- The Aristos: A Self-Portrait in Ideas (1964)
- Shipwreck: Photos by the Gibsons of Scilly (1974)
- Steep Holm: A Case History in the Study of Evolution (1978)
- Islands (1978) – с Фей Годуин
- The Tree (1979)
- The Enigma of Stonehenge (1980) – с Бари Брукоф
- A Short History of Lyme Regis (1982)
- Thomas Hardy's England (1984) – с Йо Дрейпър
- Lyme Regis Camera (1990)
- Behind the Magus (1994)
- Wormholes: Essays and Occasional Writings (1997)
- The Journals: Volume 1 (2003)
- The Journals: Volume 2 (2006)

### Книги за Джон Фаулз
- Kane, Richard C. (1988). Iris Murdoch, Muriel Spark, and John Fowles: Didactic Demons in Modern Fiction. Fairleigh Dickinson University Press, ISBN 0838633242
- Aubrey, James R. (1991). John Fowles; A Reference Companion. Greenwood Press, ISBN 031326399x
- Salami, Mahmoud (1992). John Fowles's Fiction and the Poetics of Postmodernism. Associated University Presses, ISBN 083863446x
- Warburton, Eileen (2004). John Fowles; A Life in Two Worlds. Viking Press, ISBN 0670032832